# マサバ
| 項目                                   | 分量（g） |
| -------------------------------------- | --------- |
| 脂肪総量                               | 12.1      |
| 脂肪酸総量                             | 8.8       |
| 飽和脂肪酸                             | 3.3       |
| 一価不飽和脂肪酸                       | 3.6       |
| 多価不飽和脂肪酸                       | 1.9       |
| 18:2（n-6）リノール酸                  | 0.097     |
| 18:3（n-3）α-リノレン酸                | 0.053     |
| 20:4（n-6）アラキドン酸                | 0.13      |
| 20:5（n-3）エイコサペンタエン酸（EPA） | 0.11      |
| 22:6（n-3）ドコサヘキサエン酸（DHA）   | 0.7       |

マサバ（真鯖、英: Chub mackerel、学名: Scomber japonicus）は、スズキ目サバ科に分類される海水魚の一種。全世界の亜熱帯・温帯海域に分布する。
日本では食用魚として重要で、近縁のゴマサバ、グルクマ等と共に「サバ」と総称されるが、単にサバと言った場合は本種を指すことが多い。地方名としてホンサバ（各地）、ヒラサバ（静岡県や高知県）、ヒラス（長崎県）、タックリ（鹿児島県）、サワなどもある。

## 形態
成魚は全長50cmほどになる。体は前後に細長い紡錘形で、短い吻が前方に尖り、横断面は楕円形である。各鰭は体に対して小さい。鱗は細かく、側線鱗数は210-220枚ほどに達する。背面は青緑色の地にサバ類独特の黒い曲線模様が多数走り、側線より下の腹面は無地の銀白色をしている。
同属のゴマサバは、腹面に小黒点が散在すること、体の断面が円形に近いことで区別できる。他にも第1背鰭の棘条数（マサバ10以下・ゴマサバ11以上）、背鰭の軟条数（マサバ16以下・ゴマサバ17以上）などの相違点がある。

## 生態
暖流に面した全世界の亜熱帯・温帯海域に広く分布する。日本でも北海道から九州南岸の暖流に沿った海域を中心に各地に分布する。摂氏14-17度と、ゴマサバやグルクマよりやや冷水温を好む。
沿岸域の表層で大群を作り遊泳する。春に北上して秋に南下するという季節的な回遊を行い、1日10kmほどの割合で移動するが、沿岸の岩礁域付近に留まる群れもある。食性は肉食性で、動物プランクトン、小魚、頭足類、甲殻類など小動物を捕食する。
産卵期は2-8月で、直径1.08-1.15mmほどの分離浮性卵を産卵する。産卵数は全長25cmの個体で10万-40万、全長40cmで80万-140万に達するが、卵や稚魚を保護する習性はなく、成長途中でほとんどが他の動物に捕食されてしまう。

## 利用

### 食用
サバ類は重量別にみると食用魚として日本で最も多く流通している非常に重要な食用魚で、その中心が本種である。
巻き網、定置網などの沿岸漁業で多量に漁獲される。外洋に面した防波堤や船からの釣りでも漁獲される。大分県の関さば、神奈川県の松輪サバ、青森県八戸市の八戸前沖鯖など各地に地域ブランドがある。日本近海の太平洋のマサバは、環境変化や乱獲の影響により一時は漁獲量が激減し2001年にはピーク時の3%にまで落ち込んだが、その後は休漁などの保護政策により2014年には2001年の11倍ほどに回復している。
身はやや白っぽいが赤身魚に分類され、ドコサヘキサエン酸（DHA）、エイコサペンタエン酸（EPA）を豊富に含む。秋から冬にかけてが脂が乗って旬とされる一方、夏は味が落ちるとされている。マサバの中でも特に脂の乗った鯖をとろ鯖と呼ぶ。
用途は〆鯖（きずし）、鯖寿司、焼き魚、煮付け、唐揚げ、缶詰、鯖節など幅広い。新鮮な身は刺身でも食べられるが、傷みが早いこと、鮮度が良かったとしてもアニサキスの寄生割合が高いことなどから生食の普及は限定的で、缶詰や塩鯖など保存が利くように加工された形で流通するものの方が多い。これは大半が生食される同じサバ科のマグロやカツオとは大きく異なる。
西日本旅客鉄道（JR西日本）が養殖・販売する「お嬢サバ」は、鳥取県岩美町において人工海水で育てて寄生虫を防ぎ、生食できることをセールスポイントにしている。茨城県庁が茨城県立海洋高等学校の協力を得て那珂湊漁港（ひたちなか市）で養殖に取り組んでいる「常陸乃国まさば」は、卵から人工飼料を与えて育てることで、サバが体内にアニサキスを取り込むことを避けて生食を可能としている（常陸国は茨城県の旧国名）。
傷みが早い魚として知られ、鮮度の落ちたサバ料理は食中毒の原因となりうる。中でもサバの筋肉を特定の微生物が分解した結果生じるヒスタミンが原因のヒスタミン中毒（スコンブロイド中毒、サバ中毒とも）が知られる。ヒスタミンは調理時の洗浄や加熱では除去できず、予防法は筋肉の分解を極力抑制するため流通や保管の過程で高温にしない温度管理の徹底と、劣化した筋肉の摂取を避けることのみである。

### その他
養殖業における飼料の原料としても、マイワシ類と並んで重要な資源である。

## 慣用句
- 鯖の生き腐れ - 非常に傷みやすいところから。
- 鯖を読む - 鯖は傷みやすく、市場などで手早く大雑把に数えていたことから転じて、年齢などをごまかすこと。
- 鯖折り - 相撲の決まり手の一つ。